# Casa de la Vila de Torelló
La Casa de la Vila de Torelló és un edifici de Torelló (Osona) protegit com a Bé Cultural d'Interès Local.

## Descripció
Es tracta d'un edifici entre mitgeres situat en la parcel·la que forma angle d'inflexió del carrer de Sant Feliu i col·locat de forma avançada en la plaça de la Vila. Això fa que l'edifici tingui tres façanes vistes dins la trama urbana. Consta de planta baixa, dos pisos i està cobert per un terrat amb balustrada. Les parets són arrebossades i pintades de color ocre. Les arestes de la façana presenten un aparell de fals encoixinat.
El portal és d'arc escarser rebaixat adovellat. Al primer pis hi ha una balconada amb barana de ferro colat. Presenta dues obertures coronades per frontons triangulars suportats per carteles que simulen fulles d'acant. Entre els dos balcons hi ha una fornícula que acull la imatge de Sant Feliu. Al segon pis trobem dues finestres, entremig hi ha el rètol: CASA DE LA VILA. A cada un dels extrems hi ha adossats dos fanals.
El coronament de l'edifici està format per una cornisa i la barana del terrat. Al centre de la barana hi ha un petit mur -que conté l'escut de la població- acabat per un frontó circular decorat amb motius vegetals.

## Història

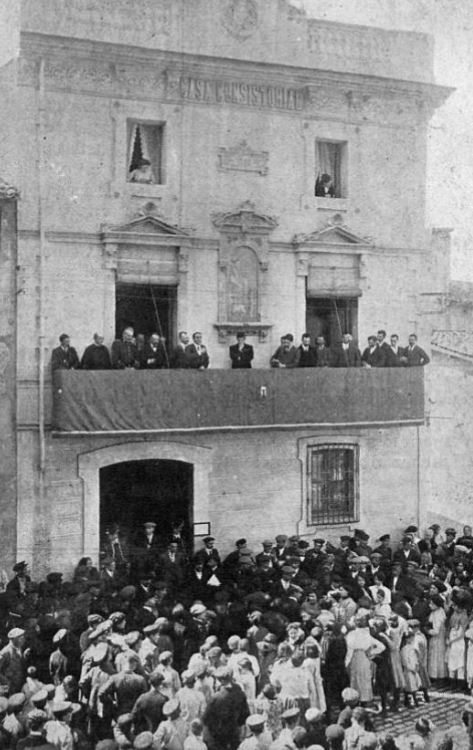
Any 1912

El vell edifici de l'ajuntament havia estat construït en data incerta; se sap, però, que a finals del segle xvi era situat a la zona coneguda per les Barqueres, al carrer Sant Feliu. L'Ajuntament comptava amb quatre immobles, segons un document de 1760, on diu des de temps immemorial, i en un d'ells s'exercia la gestió municipal. Fins a l'any 1797, la casa s'arrendava i se n'obtenia un cens de 9 lliures anual. En aquesta data passa a ser la dependència de l'Ajuntament. Fortià Solà la descriu amb portal rodó i amples dovelles de pedra negra i finestres i altres obertures de la mateixa pedra i estil. Un document de 1881ens diu l'extensió de la casa, 102.85 metres quadrats destinats a Ajuntament, Jutjat municipal i dipòsit. Es constatava el seu mal estat i la falta de condicions higièniques. Un any després, sorprenentment, apareix acensada amb quatre quartans de blat equivalents a 23.16 litres a favor del Sr. Marqués d'Orís i successors. L'any 1904 continuava la càrrega a favor del marquès.

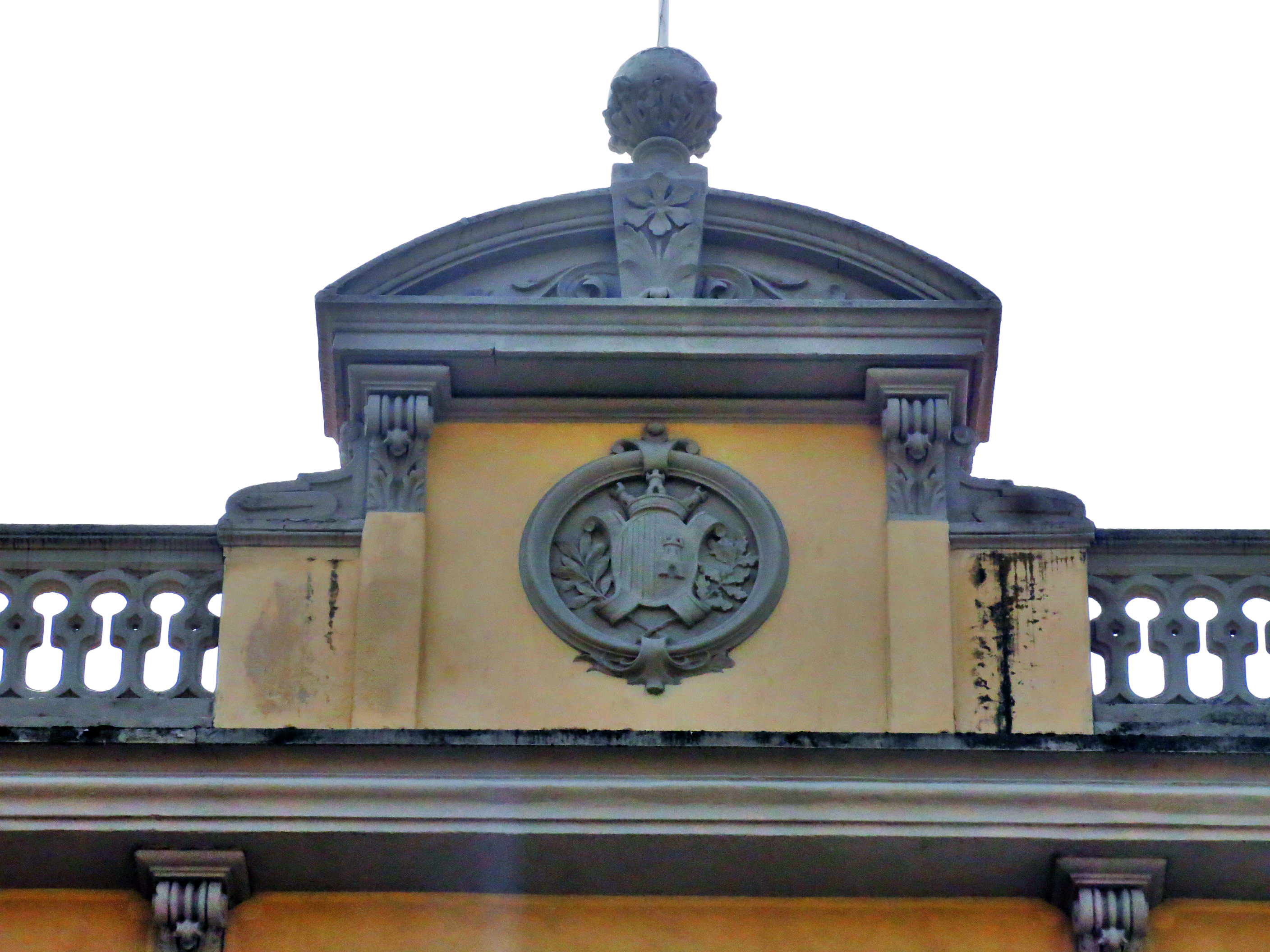
Frontó amb l'escut de Torelló

La casa Delmera, just al davant i ja desapareguda, era propietat de l'Església, cobrava el delme i emmagatzemava el gra. Fina Badia apunta que potser va encabir durant un temps la funció municipal. L'Ajuntament disposava des de feia temps d'un pla per construir un nou ajuntament al començament del carrer Sant Feliu i del carrer Nou. El projecte Bladó era de 1866 però no es va dur a terme.
El consistori presidit per Josep Roma Comamala i els regidors Josep Lastortas, Josep Riupairó, Francesc Torres, Jeroni Comella, Ramon Masramon i Josep Sanglas van decidir impulsar la reedificació de l'antic edifici consistorial a l'anomenada plaça del Joc de la Pilota en aquell moment. El mestre d'obres municipal Josep Ylla va dirigir les obres de la reedificació. El dia 2 de setembre de 1901 es van presentar el plec de condicions, el pressupost i els plànols corresponents.
L'edifici es va inaugurar per la festa major de 1902 amb la presència del diputat provincial pel districte de Vic i diputat a Corts Joaquim Badia Andreu, d'origen torellonenc i del barceloní Fernando Huelín Serra, diputat a Corts pel districte de Vic.
Són poques les reformes que ha sofert l'edifici des de la seva construcció.
L'any 1985 es trasllada el consistori a les oficines construïdes als terrenys de la rectoria.
La façana va ser restaurada l'any 1989.